# 運命の数字
『確率検証バラエティ・運命の数字』（かくりつけんしょうバラエティ・うんめいのすうじ、通称：運命の数字）は、テレビ朝日で放送されていた特別番組。
MCはくりぃむしちゅー上田と眞鍋かをり。2005年5月7日に開始以来、計5回放送された。
ナレーションは竹本英史である。
あらゆる事を、数学的に検証する番組で、東海大学の鳥越規央講師の元、いろんな事象の確率を出す。最初は｢ドスペ2｣枠で放送し、その後は改編期にネオバラエティ枠で放送され、2006年6月19日にゴールデンタイムの時間帯に2時間版が放送。

## 第1回
2005年5月7日放送
- 上田曰く「この番組は占い番組じゃない、数字を扱う番組だ」
- 奇跡の数字
芸能人が明かす奇跡のエピソードが起きる確率を検証。長渕剛のハーモニカとアントニオ猪木のタオルを同時にゲットした、上田のエピソードを紹介した。[1]

## 第2回
- 2005年6月24日23:15-24:15放送
- ゲスト・秋本奈緒美、山崎邦正、飯島愛、KABA.ちゃん、おぎやはぎ、安めぐみ
- 上田晋也逆玉の輿の確率検証
- 娘がアイドル芸能界生き残りの確率不倫の確率

## 第3回
2005年10月3日23:15-24:10放送
- ゲストの有田哲平が「くりぃむナントカとか、上田の出演番組の数字を検証してきた」として猛抗議。（くりぃむナントカが当たる確率…1%だが、矢作兼を次長課長にすると98%。実際にくりぃむしちゅー出演番組は、次長課長出演回は視聴率が上がり、矢作出演回は逆に下がっている）

## 第4回
- 2006年3月24日23:15-24:15放送
- 土田晃之、次長課長、西川史子、小倉優子、高橋ジョージ・三船美佳、ビビる大木、原口あきまさ。
- 潜在視聴率ランキング
- ビビる大木ちゃんの知りたいコーナー

## 第5回（月バラ!枠で放送）
- 2006年6月19日放送
- ゲスト・有田哲平、西川史子、次長課長、ほっしゃん。ほか
- ダイエットした人が、リバウンドしてしまう確率
- 外国人セレブと結婚できる確率
- 卒業文集の夢が叶う確率（40人中…上田を含め5人、12.5%）
  - 上田の小学校の母校の上田のクラスメイトの卒業文集で検証。
- 広川ひかるが株で大儲けする確率（結果はマイナス3万円）
- 奇跡の数字
  1. 上田がアントニオ猪木がそれほど投げることがなく、たまたま客席に投げたタオルをキャッチできた上に、熊本市民会館で行われた長渕剛のコンサートで、長渕の投げたハーモニカをキャッチできた確率
  2. 眞鍋が親友（やくみつるの妻の姪）にあげたバービー人形が、やくみつる保持になる確率
  3. ビビる大木が東急東横線に乗った際、2つ隣の座席に張本勲が座っていた確率（むしろ張本と大木の間に座れる方がすごい確率と言われた）
  4. ほっしゃん。の元彼女が編んで寄贈したセーターが、紛争地域の人が着ていてニュースに写り、そのニュースをほっしゃん。と元彼女が見ている確率（25兆人に1人。天文学的数字）